# Едмундисти
Товариство Святого Едмунда — згромадження католицької церкви, засноване у 1843 році в Понтіньї, Франція преподобним Жан-Баптіст Муардом. Вони дотримуються обітниці чистоти, бідності та послуху. Згромадження назване в честь св. Едмунда.

## Історія товариства
Товариство було утворено в підтримння пам'яті св. Едмунда через життя і вірну службу участю в місіях. Крім того, члени присвячують себе парафіяльній роботі, вихованню молоді в коледжах і семінаріях.
Члени згромадження, що перебували в Понтіньї, втекли до Сполучених Штаті в 1889 році, після того як Францію захопила хвиля антиклерикалізму. Товариствод оселилося в Уінускі Парк, штат Вермонт, і заснувало коледж Святого Михаїла в 1904 році. Первісно курія перебувала в Понтіньї, але через ивгнання вона перебуває у Гітчіні (Англія).
На початку XX століття, конгрегація мала два будинки в Сполучених Штатах: будинок Місіонерства і школу в Вермонті для підготовки молодих людей, які хочуть вчитися на священика і релігійного життя, і коледж у Колчестері, штат Вермонт, з 12 отцями, 8 схоластами, і 100 учнями. Коледж Святого Михаїла з тих пір розширився до 2000 студентів і 650 аспірантів.